# 久婦須川ダム
久婦須川ダム（くぶすがわダム）は、富山県富山市八尾町桐谷にある神通川水系久婦須川のダムである。富山県内15番目の県営ダムで、総貯水量は完成当時富山県内3番目である。

## 概要
河川開発事業として1988年に事業化し、1993年3月から1994年5月にかけて仮排水路の工事を実施し、同年6月から1996年7月まで本体掘削、1997年10月から2000年12月までRCD工法による本体打設・盛土の工事が実施され、2002年11月13日に完成式が行われた。総事業費は440億円。
工法には現地発生材を有効利用したCSG工法や監査通廊のプレキャスト化が実施された。
全国でも数例しかない「消流雪用水」を目的としたダムでもある。また、同ダムから取水して久婦須川発電所（北陸電力の子会社である日本海発電が建設し、2002年4月10日完成）が発電を行っている。認可最大出力3,100kw、常時出力390kw。このほか、治水や利水目的でも使用される。

## 周辺
- NIXSスポーツアカデミーサイクルパーク